# Fällforsen
För andra betydelser, se Fällforsen (olika betydelser).
Fällforsen är en fors i Piteälven mellan Älvsbyn och Vidsel, Älvsbyns kommun i Norrbottens län. Fallhöjden är 9 meter och mycket brant. Det finns även en laxtrappa på den södra sidan om forsen. Det är förbjudet att fiska där utan fiskekort. Det finns några platser där man kan ställa upp en husvagn eller ett tält med utsikt över forsen. 